# Tivadar Nachéz

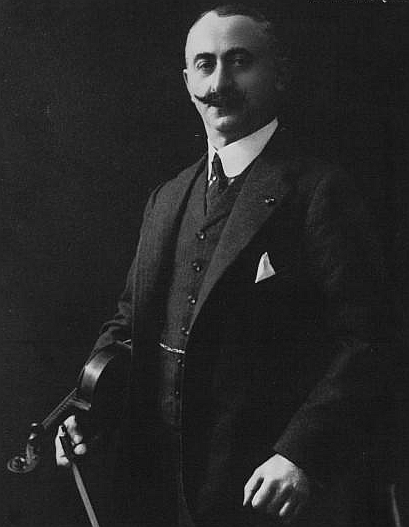
Tivadar Nachèz (vor 1918)

Tivadar Nachéz (geboren als Theodor Naschitz 1. Mai 1859 in Pest, Kaisertum Österreich; gestorben 29. Mai 1930 in Lausanne) war ein ungarischer Violinist und Komponist.

## Leben
Theodor Naschitz wurde als musikalisch begabtes Kind in Budapest Franz Liszt vorgestellt. Er studierte Violine bei Joseph Joachim in Berlin und bei Hubert Léonard in Paris und magyarisierte seinen Namen, verwirrenderweise mit einem accent grave, der im ungarischen Alphabet nicht existiert. Als Violinist spielte er 1876 bei der Eröffnung des Bayreuther Festspielhauses mit. Sein Debüt als Solospieler hatte er 1881 in Hamburg und im selben Jahr auch im Crystal Palace in England.
Er verlegte seinen Wohnsitz nach London, Wohnadresse 1926: 12, Wyndham Place, Bryanston Square W. 1, und begann 1899 seine internationale Karriere als Virtuose („huldigt etwas einseitig dem rein Virtuosen, ist aber ein Geiger von vorzüglicher Technik“). Nachéz komponierte zudem beachtliche Werke, auch symphonische, und brachte als Solist am 17. April 1907 sein zweites Violinkonzert mit dem London Philharmonic Orchestra zur gefeierten Uraufführung; Zwei weitere Aufführungen in London folgten. Zahlreiche Bearbeitungen der Violinkonzerte von Antonio Vivaldi und Pietro Nardini sind seit ihrem Erscheinen immer noch Standardausgaben der Violinliteratur, jene von Vivaldi fester Bestandteil der Suzuki-Methode.
Mehrere Geigen von Antonio Stradivari, die in seinem Besitz waren, wurden nach ihm benannt. Eine Stradivari aus dem Jahr 1716, die ihm von 1900 bis 1930 gehörte, wurde 2003 in London für rund 1,15 Millionen Euro versteigert.

## Werke (Auswahl)
- Danses tziganes d'après des airs hongrois
- Polonaise Eugène Ysaÿe gewidmet
- 1. Violinkonzert in e-moll, op. 30
- 2. Violinkonzert in h-moll, op. 36
- Drei Rhapsodien für Violine und Orchester
- Passacaglia auf ein Thema von Sammartini
- Streichquartett op. 40
- Ouverture für Orchester
- Requiem